# 中川正美
中川 正美（なかがわ まさみ、女性、1949年（昭和24年）12月27日 - ）は、日本の国文学者・国語学者。梅花女子大学教授。

## 人物
兵庫県生まれ。1972年神戸大学教育学部初等教育科卒、兵庫県立の高校教師ののち、1983年甲南女子大学大学院文学研究科国文学専攻修士課程修了、1985年神戸大学大学院教育学研究科国語教育専攻修士課程修了、兵庫女子短期大学助教授、梅花短期大学助教授、梅花女子大学助教授、2001年「源氏物語文体攷「うし」「心うし」を中心に」で大阪大学博士（文学）。梅花女子大学文科表現学部教授。

## 著書
- 『源氏物語と音楽』和泉書院、1991
- 『源氏物語文体攷 形容詞語彙から』和泉書院、1999
- 『平安文学の言語表現』和泉書院、2011
- 『源氏物語のことばと人物』青簡舎、2013

## 参考
- [ISBN　978-4-7576-0580-0]
- 梅花女子大学